# Lech Kaczyński
Lech Aleksander Kaczyński ( udtale ?; 18. juni 1949 – 10. april 2010) var en polsk politiker. Han blev den 9. oktober 2005 valgt til polsk præsident med 54% af stemmerne og efterfølgende indsat i embedet 23. december samme år. Lech Kaczyński var sammen med sin tvillingebror Jarosław Kaczyński leder af det stærkt konservative og nationalistiske Lov og Retfærdighedsparti (pl. Prawo i Sprawiedliwość, PiS). Han havde en uddannelse inden for jura og havde tidligere været professor på universitetet i Gdańsk (Danzig).
Politisk var han under kommunisterne et af de fremtrædende medlemmer af Solidaritet og rådgiver for Lech Wałęsa. Efter kommuniststyrets sammenbrud fungerede han som minister for sikkerhed og justitsminister i en periode. I 2001 stiftede han dog sit eget parti, og han var fra 2002 og frem til den officielle udnævnelse som præsident borgmester i Warszawa, i dette embede blev han kendt verden over for at forbyde to homoseksuelle parader i 2004 og 2005. Han frygtede at paraderne ville opfordre til en homoseksuel livsstil. 
Den 10. april 2010 styrtede hans fly ned ved den russiske by, Smolensk. Alle om bord blev dræbt i styrtet. 
Lech Kaczyński og hans hustru blev stedt til hvile den 18. april 2010 i Wawel-slottet i byen Kraków.
Beslutningen om at begrave Kaczyński i Wawel-slottet udløste demonstrationer, da mange ikke anser ham som nationalhelt, som begravelser i Wawel-slottet normalt er forbeholdt til.